# 大井貴司
大井 貴司（おおい たかし、1947年10月16日 - ）は、ジャズ・ヴィブラフォン奏者。三重県津市出身。

## 来歴
9歳からマリンバを始め、国立音楽大学打楽器科入学を機にヴィブラフォンを志す。卒業後は渡辺文男クインテット、(g)杉本喜代志グループ、(cl)北村英治グループ等を経て、現在自己のグループ『大井貴司＆Super Vibration』を率いて活躍中。 
1980年　アメリカ建国100周年記念ビッグイベントとして開かれたウォルフトゥラップ・インターナショナル・ジャズフェスティバルにMJQのピアニスト、ジョン・ルイスに呼ばれ、ウォルフトゥラップ・インターナショナル・ジャズ・フェスティバルにゲスト出演。クラーク・テリー、エディ・ロックジョウ・デイヴィス、アル・グレイ、ビリー・テイラー、ケニー・クラーク、ジミー・コブ、ジョージ・デュヴィヴィエ、パーシー・ヒース等、世界のトップ・ミュージシャン達と共演。
1982年　再びジョン・ルイスに呼ばれ、アメリカ西海岸のモントレー・ジャズ・フェスティバルに出演。クラーク・テリー、マンデル・ロウ、ジョン・ルイス、シェリー・マン、ルーファス・リードと共演し、その素晴らしさが翌日のモンタルー新聞の第一面トップで大きく報じられ、その名を世界に知らしめた。
1990年　スイングジャーナルのジャズメン批評家による人気投票で一位に選ばれ、名実共に日本最高のヴィブラフォン奏者である事が証明された。
2005年　『ルパン三世のテーマ'80』のレコーディングに参加。
2007年　DVD『ルパン三世のテーマ30周年コンサート』(vapより発売)でルパンファンをうならせている。
2017年　【椎名林檎】のレコーディングに参加。CD「逆輸入～航空局」の中の【少女ロボット】でvib を担当。
2019年　テレビ朝日『題名のない音楽会』で、歌手の森山良子と共演。
2020年　BSテレビ東京【おんがく交差点】に出演。
リーダーアルバムは10枚。その中には、ジョン・ルイスをゲストに迎えての初リーダー・アルバム、レイ・ブラウン・トリオとの共演盤、ジュニア・マンス、ボブ・クランショウ、グラディ・テイトとの共演盤などがある。参加アルバムは、ドラムのジミー・スミス、ギターの宮之上貴昭、高橋達也と東京ユニオン、ボーカルの大野えり、金子晴美、ニューミュージックの松任谷由実等多数。

## ディスコグラフィー

### リーダー・アルバム
- 「Good Vibration」(テイチク) 1982年
- 「Pico/アランフェス」(テイチク) 1983年
- 「Mr.Blue」（日本コロムビア）1989年

ゲスト：Ray Brown Trio <Ray Brown(b), Gene Harris(p), Jeff Hamilton(d)>
- 「wavelet」（日本コロムビア）1990年
- 「ブルー・アランフェス’92」（日本コロムビア）1992年
- 「Time Stream」（日本コロムビア）1995年

ゲスト：Junior Mance (ジュニア・マンス)(p), Bob Cranshaw (ボブ・クランショウ)(b), Grady Tate (グラディ・テイト)(d)
- 「ジョン・ルイスに捧ぐ」(F&T）2002年

(vib)大井貴司, (tp)松島啓之, (ts&fl)岡 淳, (p)出口 誠, (b)谷口雅彦, (d)Forris Fulford
- 「Play's Swing」(F&T) 2004年

(vib)大井貴司, (cl)谷口英治, (p)出口 誠, (b)谷口雅彦, (d)広瀬潤次
- 「薔薇の刺青 The Rose Tatoo」（ピアノ・リーダーアルバム）(F&T) 2006年

(p)大井貴司, (g)宮之上貴昭, (ts&fl)岡 淳, (b)谷口雅彦, (d)広瀬潤次
- 「Full Smile」(F&T) 2011年

(vib)大井貴司, (p)白土幾美  (デュオ・アルバム)